# Korsning (genetik)
En korsning är en organism med renrasiga föräldrar av två olika raser, sorter eller populationer. Korsning, ibland kallad "designerkorsning", är processen att föda upp en sådan organism. Även om korsning används för att upprätthålla hälsa och livsduglighet hos organismer, kan oansvarig korsning också producera organismer av sämre kvalitet eller späda ut en renrasig genpool till punkten för utrotning av en viss organismras.
Ett tamdjur av okänd härkomst, där rasstatusen för endast en förälder eller farförälder är känd, kan också kallas en korsning även om termen "blandras" är tekniskt mer exakt. Utkorsning är en typ av korsning som används inom en renrasig ras för att öka den genetiska mångfalden inom rasen, särskilt när det finns ett behov av att undvika inavel.
Inom djuravel är korsning korsningar inom en enda art, medan hybrider är korsningar mellan olika arter. I växtförädlingsterminologi är termen korsning ovanlig, och ingen universell term används för att skilja hybridisering eller korsning inom en population från de mellan populationer, eller ens de mellan arter.

## Designerkorsning
En designerkorsning eller designerras är ett korsningsdjur som har renrasiga föräldrar, vanligtvis registrerade i ett rasregister, men från två olika raser. Dessa djur är resultatet av ett avsiktligt beslut att skapa ett specifikt korsningsdjur. Mer sällan kan djuret ha mer än två rena raser i sina anor, men till skillnad från en mutt eller en blandras är hela dess stamtavla känd för att härstamma från specifika kända djur. Medan termen är mest känd när den tillämpas på vissa hundkorsningar, kan andra djur som nötkreatur, hästar, fåglar och katter också avlas på detta sätt. Vissa korsningsuppfödare startar ett fristående rasregister för att registrera designerkorsningar, andra korsningar kan ingå i en "bilaga" till ett befintligt renrasregister. Endera formen av registrering kan vara det första steget i att registrera och spåra stamtavlor för att utveckla en ny ras.
Syftet med att skapa designerkorsningar är vanligtvis ett eller flera av följande skäl:
1. att föda upp djur med heteros, allmänt känd som "hybridkraft",[3]
2. att skapa djur med mer förutsägbara egenskaper än blandras eller blandrasavel,
3. att undvika vissa oönskade recessiva egenskaper som leder till genetiska sjukdomar som plågar många renrasiga djur,
4. att utveckla ett djur som kombinerar det som ses som de bästa egenskaperna hos två eller flera raser,[3] som de preliminära stegen mot att utveckla en ny djurras.

Uppfödare av designerkorsningar lånar det tekniska språket från hybridväxtförädling: En första generation, 50/50-korsning är en F1-korsning. Efterföljande generationer kan se ett renrasigt djur korsas tillbaka på en korsning, vilket skapar en 75/25-korsning, eller en BC1 eller F1b "backcross." Uppfödning av två korsningar av samma kombination av raser, vilket skapar en F2-korsning, ett djur som fortfarande är en 50/50-korsning, men är den andra barngenerationen av kombinationen. En F2-korsning till en F2-korsning skapar en F3-korsning. På liknande sätt skapar ett F2-djur som fötts upp till ett F1-djur en F2b-bakkorsning. F3-korsningar och mer kallas "flergenerations"-korsningar. I hundavel kan tre generationer av tillförlitlig dokumenterad avel betraktas som en "ras" snarare än en korsning.
Det finns nackdelar med att skapa designerkorsningar, särskilt risken att korsningen kommer att vara av sämre kvalitet eller att den inte kommer att ge ett lika konsekvent resultat som avel av renrasiga djur. Pudeln är till exempel en frekvent ras som används för att skapa designerkorsningar, på grund av dess icke-avfallande päls, men den egenskapen är inte alltid sann när den är en del av en designerkorsning. Dessutom kan, eftersom uppfödare av korsningsdjur kan vara mindre försiktiga med genetiska tester och rensa bort oönskade egenskaper, vissa skadliga dominanta gener fortfarande överföras till en korsningsavkomma. I en F2-korsning kan även recessiva genetiska egenskaper återkomma om föräldradjuren båda var bärare av en oönskad egenskap.

## Korsning av specifika djur

### Katter
De många nyutvecklade och erkända raserna av tamkatt är korsningar mellan befintliga, väletablerade raser (ibland med begränsad hybridisering med vissa vilda arter), för att antingen kombinera utvalda egenskaper från grundbeståndet, eller föröka en sällsynt mutation utan överdriven inavel. Vissa begynnande raser som den Egeiska katten utvecklas dock helt från en lokal lantraspopulation. De flesta experimentella kattraser är korsningar.

### Nörkreatur
Hos nötkreatur finns system för korsning. I många korsningar är det ena djuret större än det andra. Den ena används när de renrasiga honorna är särskilt anpassade till en specifik miljö, och korsas med renrasiga tjurar från en annan miljö för att producera en generation som har egenskaper från båda föräldrarna.

### Får
Det stora antalet fårraser, som varierar mycket, skapar en möjlighet för korsning att användas för att skräddarsy produktionen av lamm efter den enskilda djurhållarens mål.

### Lamor
Resultaten av korsning av klassiska och ulliga lamaraser är oförutsägbara. Den resulterande avkomman uppvisar fysiska egenskaper hos endera föräldern, eller en blandning av egenskaper från båda, och producerar periodvis en fleeced lama. Resultaten blir allt mer oförutsägbara när båda föräldrarna är korsningar, med möjligheten att avkomman uppvisar egenskaper som en mor- eller farförälder, vilket inte är uppenbart hos någon av föräldrarna.

### Hundar
En korsningshund är en korsning mellan två (ibland fler) kända raser, och brukar särskiljas från en blandrashund, som har anor från många källor, varav några kanske inte är kända. Korsningar är populära, på grund av tron att de har ökat kraften utan att hundens attraktivitet förloras. Vissa planerade korsningar mellan renrasiga hundar av olika raser är nu allmänt kända som "designerhundar" och kan producera valpar värda mer än sina renrasiga föräldrar, på grund av en stor efterfrågan.

### Hästar

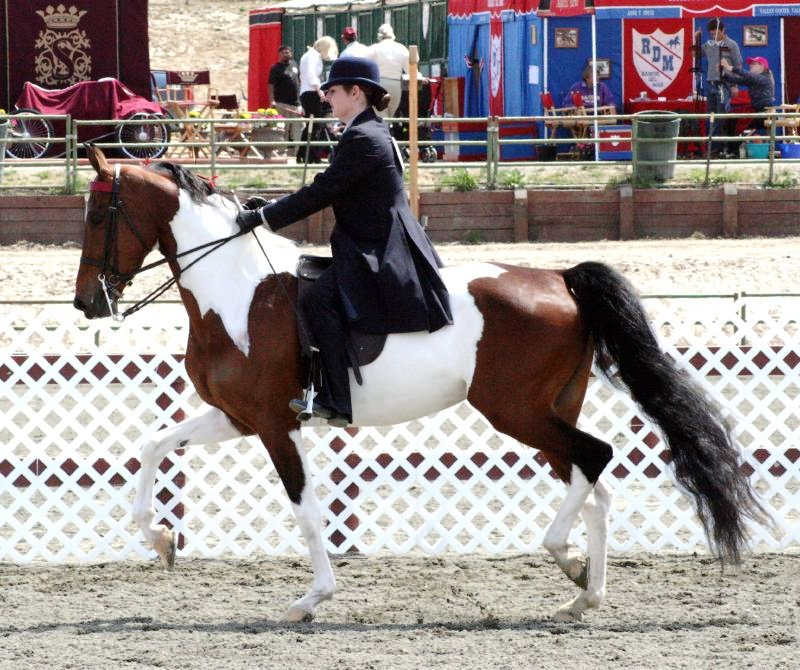
National Show Horse utvecklades från korsningsprogram på 1970- och 1980-talen som blandade arabiska hästar och amerikanska Saddlebred-blodslinjer.

Korsning av hästar görs ofta med avsikten att i slutändan skapa en ny hästras. En typ av modern korsning av hästar används för att skapa många av varmblodsraserna. Varmblod är en typ av häst som används i hästsportdisciplinerna, vanligtvis registrerad i en öppen stambok genom en stamboksvalsprocedur som utvärderar exteriör, härstamning och, hos vissa djur, en tränings- eller prestationsstandard. De flesta varmblodsraser började som en korsning av draghästraser med fullblod, men har i vissa fall utvecklats under det senaste århundradet till en punkt där de anses vara en sann avelspopulation och har en stängd stambok. En annan typ av erkänd korsning är den inom American Quarter Horse, som kommer att registrera hästar med en fullblodsförälder och en registrerad Quarter Horse-förälder i "Appendix"-registret, och tillåta sådana djur full rasregistreringsstatus som Quarter Horses om de uppfyller en viss prestandastandard. En annan välkänd korsningshäst är den angloaraber, som kan produceras av en renrasig arabhäst som korsas på ett fullblod, eller av olika korsningar av angloaraber med andra angloaraber, så länge som det efterföljande djuret aldrig har mer än 75 procent eller mindre än 25 procent av varje ras representerade i sin stamtavla.

## Hybriddjur
Ett hybriddjur är ett med avstamning av två separata arter, vilket skiljer det från korsade djur, som har härkomst av samma art. Hybrider är vanligtvis, men inte alltid, sterila.
En av de äldsta typerna av hybriddjur är mulan, en korsning mellan en honhäst och en åsnahane. Ligern är en hybridkorsning mellan ett lejonhane och en tigerhona. Yattle är en korsning mellan en ko och en jak. Andra korsningar inkluderar tigon (mellan en tigerhane och lejonhona) och yakalo (mellan en jak och en amerikansk bison). Inkafolket insåg att hybrider av Lama glama (llama) och Vicugna pacos (alpacka) resulterade i en hybrid utan någon av föräldrarnas fördelar.
En gång trodde man att hundar och vargar var separata arter och korsningarna mellan hundar och vargar kallades varghybrider. Idag är både vargar och hundar erkända som Canis lupus, men den gamla termen "varghybrid" används fortfarande.

## Blandkorsningar
Ett blandrasdjur definieras som att det har odokumenterad eller okänd härkomst, medan en korsning i allmänhet har kända, vanligtvis renrasiga föräldrar av två distinkta raser eller arter. En hund av okänd härkomst kallas ofta en blandrashund, "mutt" eller "blandare". En katt av okänd härkomst kallas ofta för en korthårig tamkatt eller en långhårig tamkatt generellt, och i vissa dialekter kallas den ofta för en "moggie". En häst med okända blodlinjer kallas en klasshäst.